# Юные Титаны: Происшествие в Токио
Юные Титаны: Происшествие в Токио (англ. Teen Titans: Trouble in Tokyo) — телевизионный мультипликационный фильм по произведениям «DC Comics» о команде супергероев «Юные Титаны» на основной мультсериал «Юные Титаны» (2003—2006). Премьера фильма состоялась 15 сентября 2006 года на канале «Cartoon Network».

## Сюжет
Джамп-сити атакует японский ниндзя по имени Сайко-Тек. После боя, нанёсшего ущерб их башне, Юным Титанам удаётся захватить его. На допросе Сайко-Тек раскрывает личность того, кто его послал — Брашоган, а затем исчезает через систему пожаротушения. Титаны отправляются в Токио, чтобы найти его хозяина.
В Токио Титаны сражаются с гигантской рептилией, подобной Горго. Им на помощь приходят Токийские солдаты, возглавляемые Уэхарой Дайзо. Он утверждает, что Брашоган — городская легенда.
Оставшись без дела, Титаны развлекаются. Бист Бой следует за девушкой и заходит в караоке-бар, а Киборг отправляется в ресторан. Рэйвен ищет книжные магазины и находит книгу, описывающую происхождение Брашогана. Старфаер хочет поцеловать Робина, однако он говорит, что они герои и не могут быть друг c другом. Расстроенная Старфаер улетает со слезами на глазах.
Робин в одиночку находит Сайко-Тек и на глазах у публики убивает его. Несмотря на протесты, Дайзо арестовывает Робина. Мэр Токио приказывает, чтобы другие Титаны сдались или покинули город. Брашоган отправляет своих приспешников, чтобы уничтожить каждого из героев. На Киборга нападает гигантский жёлтый робот. Бистбой атакован девочкой-кошкой, оказавшейся девушкой, за которой он следил. Рэйвен преследует призрачная фигура на кладбище, а Старфаер атакована мальчиком-роботом в небе.
Робина перевозят в бронированном автомобиле. Внезапно внутрь попадает бумага с надписью «Брашоган», которая, превратившись в бомбу, взрывается, освобождая его. Робин узнаёт, что Брашоган существует. Токийские солдаты находят его и окружают, но на помощь Робину приходит Старфаер. Они собираются поцеловаться, но им мешают остальные Титаны.
Киборг делает химический анализ пятен с костюма Робина и обнаруживает, что это чернила, как и другие пятна, которые остальные получили во время боёв. Рэйвен сообщает, что из книг она узнала, что Брашоган был художником, который мечтал оживить нарисованную возлюбленную с использованием японской чёрной магии. Заклинание, однако, обернулось против молодого художника, и он был превращён в первого супер-злодея Токио, Брашогана. Робин понимает, что он не убил Сайко-Тек, потому что тот не был настоящим.
Используя полученные знания, Робин находит убежище Брашогана — заброшенную типографию издательства комиксов, в которую Бистбой хотел попасть по прибытии в Токио. Титаны обнаруживают иссохшего Брашогана, подключённого к печатному станку, и узнают, что он отправил Сайко-Тек Титанам, чтобы заманить их в Токио и остановить настоящего преступника, который его поработил. Им оказывается Дайзо, который использовал силу Брашогана, чтобы создать как своих Токийских солдат, так и монстров, напавших на героев.
Тем временем, Дайзо нападает на героев и заставляет Брашогана создать армию приспешников. Происходит массовое сражение. Дайзо бросается в чернильный резервуар, беря под свой контроль магию Брашогана и превращаясь в гигантскую громоздкую массу. Пока другие Титаны сражаются с монстрами, Робин освобождает Брашогана, заставляя Дайзо потерять контроль над своей силой и лопнуть. Робин и Старфаер наконец-то целуются.

## Роли озвучивали
- Робин — Скотт Менвиль
- Бистбой — Грег Сайпс
- Киборг — Хари Пейтон
- Рэйвен — Тара Стронг
- Старфаер — Хинден Уолш
- Брашоган — Кэри-Хироюки Тагава
- Уэхара Дайзо, Сайко-Тек — Кион Янг

## Саундтрек
Саундтрек к фильму выпущен 22 июля 2008 студией «La-La Land Records»..

### Список композиций
| Номер | Название трека                             |
| ----- | ------------------------------------------ |
| 01    | Meet Saico Tek                             |
| 02    | Interrogation                              |
| 03    | Main Title                                 |
| 04    | Tokyo Arrival                              |
| 05    | Monster Attack                             |
| 06    | Troopers Tour + Robin’s Disappointment     |
| 07    | Titans Watched                             |
| 08    | Starfire Videogame                         |
| 09    | Moment Lost                                |
| 10    | Tokyo Skyline + Robin Blots Out Saico Tek  |
| 11    | All You Can Eat / Boy Troubles             |
| 12    | Titans Attack                              |
| 13    | The Note                                   |
| 14    | The Fight Continues                        |
| 15    | Raven Finds Books / Robin Goes Underground |
| 16    | Play It Louder                             |
| 17    | Bar Fight                                  |
| 18    | Motorcycle Chase                           |
| 19    | Brushogun Origin                           |
| 20    | Chasing Titans                             |
| 21    | Meet Brushogun                             |
| 22    | Villians Makin' Copies                     |
| 23    | Final Battle                               |
| 24    | The Kiss                                   |
| 25    | Tokyo’s Newest Heroes                      |
| 26    | End Credits                                |